# 平卧荆芥
平卧荆芥（学名：Nepeta supina），为唇形科荆芥属下的一个植物种。